# Сансет, Ойан
Ойа́н Сансе́т Тира́пу (исп. Oihan Sancet Tirapu; род. 25 апреля 2000, Памплона) — испанский (баскский) футболист, полузащитник клуба «Атлетик Бильбао» и сборной Испании.

## Клубная карьера
Сансет — воспитанник клубов «Осасуна» и «Атлетик Бильбао». В 2018 году для получения игровой практики Ойан начал выступать за дублирующую команду последних. 16 августа 2019 года в матче против «Барселоны» он дебютировал в Ла Лиге. 27 июня 2020 года в поединке против «Мальорки» Ойан забил свой первый гол за «Атлетик».

## Международная карьера
В 2023 году Сансет в составе молодёжной сборной Испании стал финалистом молодёжного чемпионата Европы в Румынии и Грузии. На турнире он сыграл в матчах против сборных Румынии, Хорватии, Швейцарии, Англии и дважды Украины.
12 октября 2023 года в отборочном матче чемпионата Европы 2024 против сборной Шотландии Сансет дебютировал за сборную Испании. В этом же поединке он забил свой первый гол за национальную команду.

### Голы за сборную Испании
| #  | Дата            | Место                                 | Противник | Счёт | Результат | Соревнование                       |
| -- | --------------- | ------------------------------------- | --------- | ---- | --------- | ---------------------------------- |
| 1. | 12 октября 2023 | Олимпийский стадион, Севилья, Испания | Шотландия | 2:0  | 2:0       | Чемпионат Европы 2024 квалификация |